# Acalolepta ginkgovora
Acalolepta ginkgovora es una especie de escarabajo longicornio del género Acalolepta, tribu Monochamini, subfamilia Lamiinae. Fue descrita científicamente por Makihara en 1992.
Se distribuye por Japón. Mide aproximadamente 19-26,5 milímetros de longitud. El período de vuelo de esta especie ocurre entre mayo y agosto.